# Bertha de Suabia
Bertha de Suabia (n. 907 d.Hr. – , Payerne⁠(d), cantonul Vaud, Elveția) a fost regină a Burgundiei prin căsătoria cu Rudolf al II-lea al Burgundiei.

## Biografie
Bertha a fost fiica ducelui Burchard al II-lea de Suabia și a soției sale, Regelinda.
În 922 s-a căsătorit cu Rudolf al II-lea de Burgundia, cu care a avut doi copii: Adelaida de Italia și Conrad, succesorul la tronul Regatului Burgundiei.
După moartea lui Rudolf (937), Bertha s-a recăsătorit cu Ugo de Italia la 12 decembrie 937. Ugo a murit în 947, iar Bertha s-a căsătorit pentru a treia oară.

A fost înmormântată undeva în Payerne, astăzi în Elveția). S-a presupus că rămășițele ei au fost transferate în biserica Abației Notre-Dame de către fiica ei, Adelaide de Burgundia, care a fondat mănăstirea în jurul anului 1000. În 1817, în timpul unor lucrări în biserica abației, osemint descoperite într-un mormânt, care au fost transferate în biserica parohială, deoarece clădirea era folosită atunci ca închisoare și stație de pompieri. S-a presupus la acea vreme că acestea erau rămășițele reginei Bertha. La 20 mai 2021, la finalul lucrărilor de renovare a bisericii abației din Payerne, sarcofagul care adăpostește oasele exhumate în 1817 a fost deschis și supus examinării. Oamenii de știință au stabilit că acestea erau rămășițele uni bărbat. Locul de înmormântare al reginei este încă necunoscut.

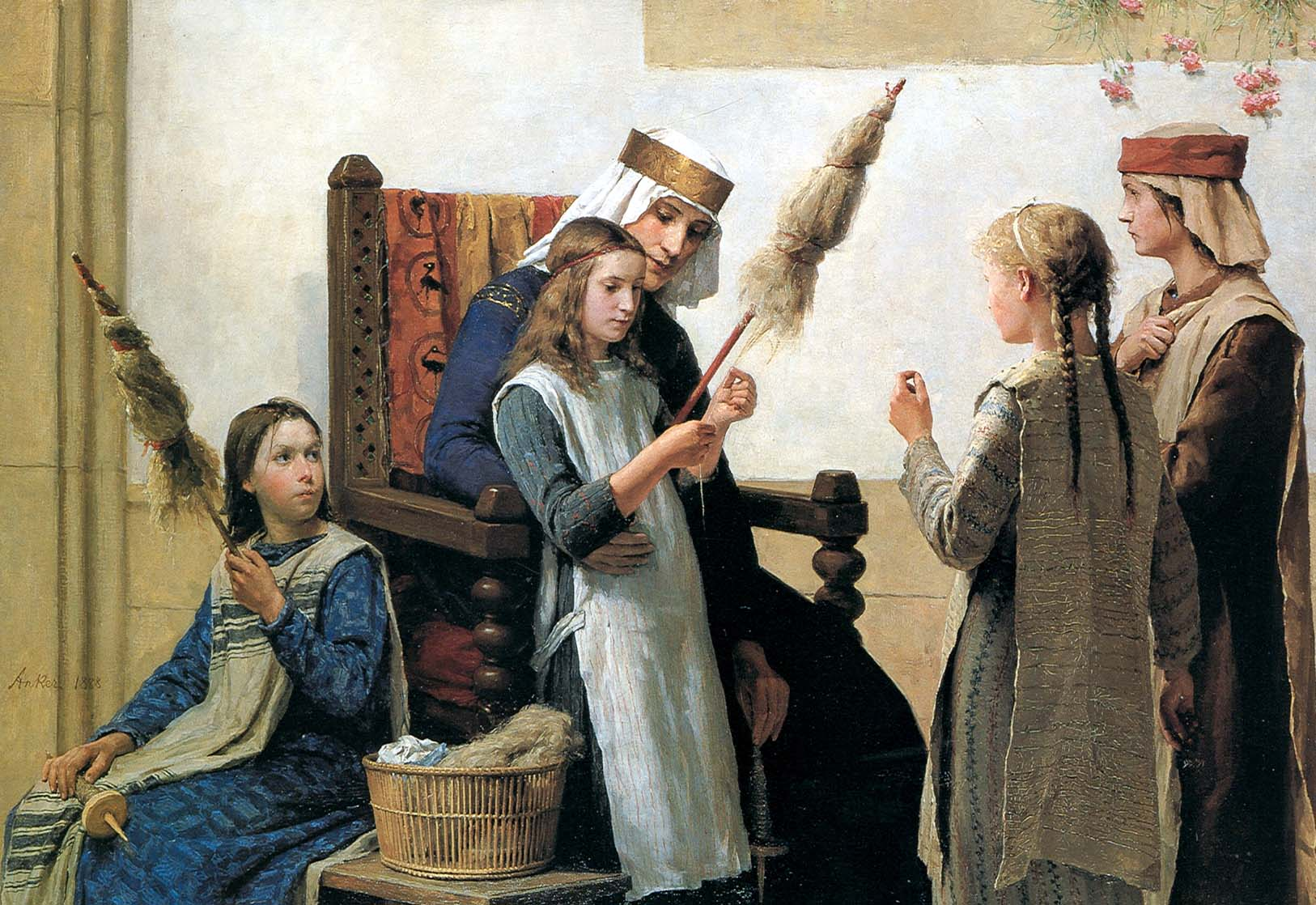
Bertha de Suabia (de Albert Samuel Anker, 1888)